# Otok Splićak
Otok Splićak je nenaseljen otoček v Jadranskem morju. Pripada Hrvaški.
Otok se nahaja v bližini severne dalmatinske obale, severno od Murterja. Upravno pripada občini Tisno v Šibensko-kninski županiji.